# Donnington (Gloucestershire)
Pour les articles homonymes, voir Donnington.
Donnington est une paroisse civile et un village du Gloucestershire, en Angleterre.